# Nesles-la-Vallée
Nesles-la-Vallée est une commune française située dans le département du Val-d'Oise en région Île-de-France. C'est une commune du parc naturel régional du Vexin français.
Ses habitants sont appelés les Neslois.

## Géographie
Nesles-la-Vallée se situe dans la vallée du Sausseron, à 35 km au nord-ouest de Paris, sur le plateau du Vexin français.
La commune est limitrophe de  Parmain, Hédouville, Frouville, Labbeville, Hérouville, Auvers-sur-Oise (sans liaison routière directe pour cette dernière) et Valmondois.
| Frouville                           | Hédouville       |         |
| Labbeville                          | Nesles-la-Vallée |         |
| Hérouville-en-Vexin Auvers-sur-Oise | Valmondois       | Parmain |

Elle comprend les hameaux de Fontenelles (ancienne paroisse), de Verville et les écarts appelés la Frileuse et les Groux. Verville, cité dès 1331, est construit le long du Sausseron et d'un chemin de randonnée vestige de l'ancienne voie ferrée ligne de Valmondois à Marines. Le bois de la Tour du Lay est en partie situé sur le territoire de Nesles-la-Vallée.

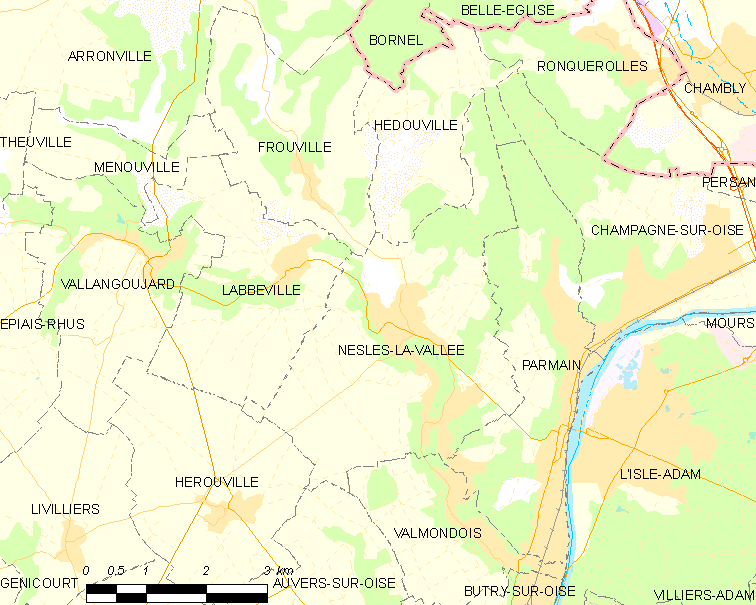
Carte de la commune.
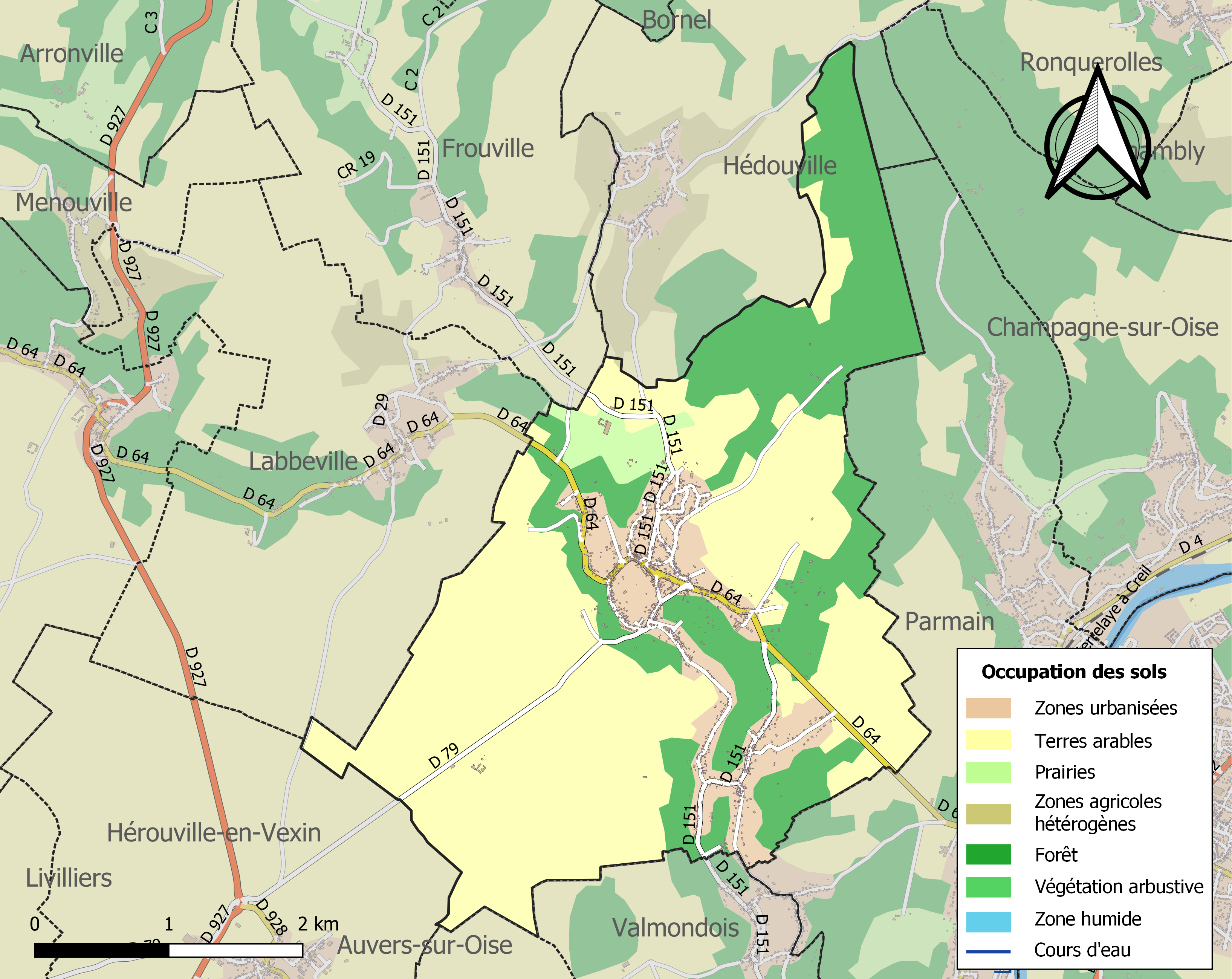
Occupation des sols

### Voies de communication et transports
Le sentier de grande randonnée GR1 traverse le territoire de la commune, il se prolonge vers Valmondois au sud et Parmain à l'est.

### Climat
Pour des articles plus généraux, voir Climat de l'Île-de-France et Climat du Val-d'Oise.
En 2010, le climat de la commune est de type climat océanique dégradé des plaines du Centre et du Nord, selon une étude du CNRS s'appuyant sur une série de données couvrant la période 1971-2000. En 2020, Météo-France publie une typologie des climats de la France métropolitaine dans laquelle la commune est dans une zone de transition entre le climat océanique et le climat océanique altéré et est dans la région climatique  Sud-ouest du bassin Parisien, caractérisée par une faible pluviométrie, notamment au printemps (120 à 150 mm) et un hiver froid (3,5 °C). 
Pour la période 1971-2000, la température annuelle moyenne est de 11,3 °C, avec une amplitude thermique annuelle de 15,1 °C. Le cumul annuel moyen de précipitations est de 688 mm, avec 12,5 jours de précipitations en janvier et 7,9 jours en juillet. Pour la période 1991-2020, la température moyenne annuelle observée sur la station météorologique la plus proche, située sur la commune de Pontoise à 10 km à vol d'oiseau, est de 12,5 °C et le cumul annuel moyen de précipitations est de 666,7 mm,. Pour l'avenir, les paramètres climatiques de la commune estimés pour 2050 selon différents scénarios d'émission de gaz à effet de serre sont consultables sur un site dédié publié par Météo-France en novembre 2022.

## Urbanisme

### Typologie
Au 1er janvier 2024, Nesles-la-Vallée est catégorisée ceinture urbaine, selon la nouvelle grille communale de densité à sept niveaux définie par l'Insee en 2022.
Elle appartient à l'unité urbaine de Paris, une agglomération inter-départementale regroupant 407  communes, dont elle est une commune de la banlieue,,. Par ailleurs la commune fait partie de l'aire d'attraction de Paris, dont elle est une commune de la couronne,. Cette aire regroupe 1 929 communes,.

## Toponymie
Anciennement Niallae, puis Nigella en 1205, le nom du village est devenu Nesles puis enfin « Nesles-la-Vallée » en 1869. La première mention du village date de 775.
Le toponyme vient d'une forme nige villa (nouveau domaine), du germanique nige (nouveau).
« -la-Vallée » fait allusion à la vallée du Sausseron.

## Histoire
Une nécropole gallo-romaine, le Vieux Moulin, a été découverte à Verville.
L'église Saint-Symphorien est construite entre 1185 et 1200. La paroisse est une possession de l'abbaye de Chelles au XIIe siècle.
Le manoir Launay, situé dans le fief de Launay, fut reconstruit vers 1600 pour Goeffroy de Cœuret de Nesles (vers 1560-1639) qui était chevalier et seigneur de Nesles. Devenu possession de Henri II de Bourbon-Condé, celui-ci l'offre à Jean de Santeuil hôte assidu des Condé de Chantilly. Vendu comme bien national il deviendra une ferme.
Le château seigneurial est construit au début du XVIIe siècle également pour Goeffroy de Cœuret de Nesles. Un second château élevé en 1705 pour la famille Balincourt, sera vendu comme bien national durant la Révolution française puis démoli.
La seigneurie appartient ensuite, et ce jusqu'en 1705 aux comtes de Beaumont, date à laquelle elle est rachetée par la prestigieuse famille des Conti.

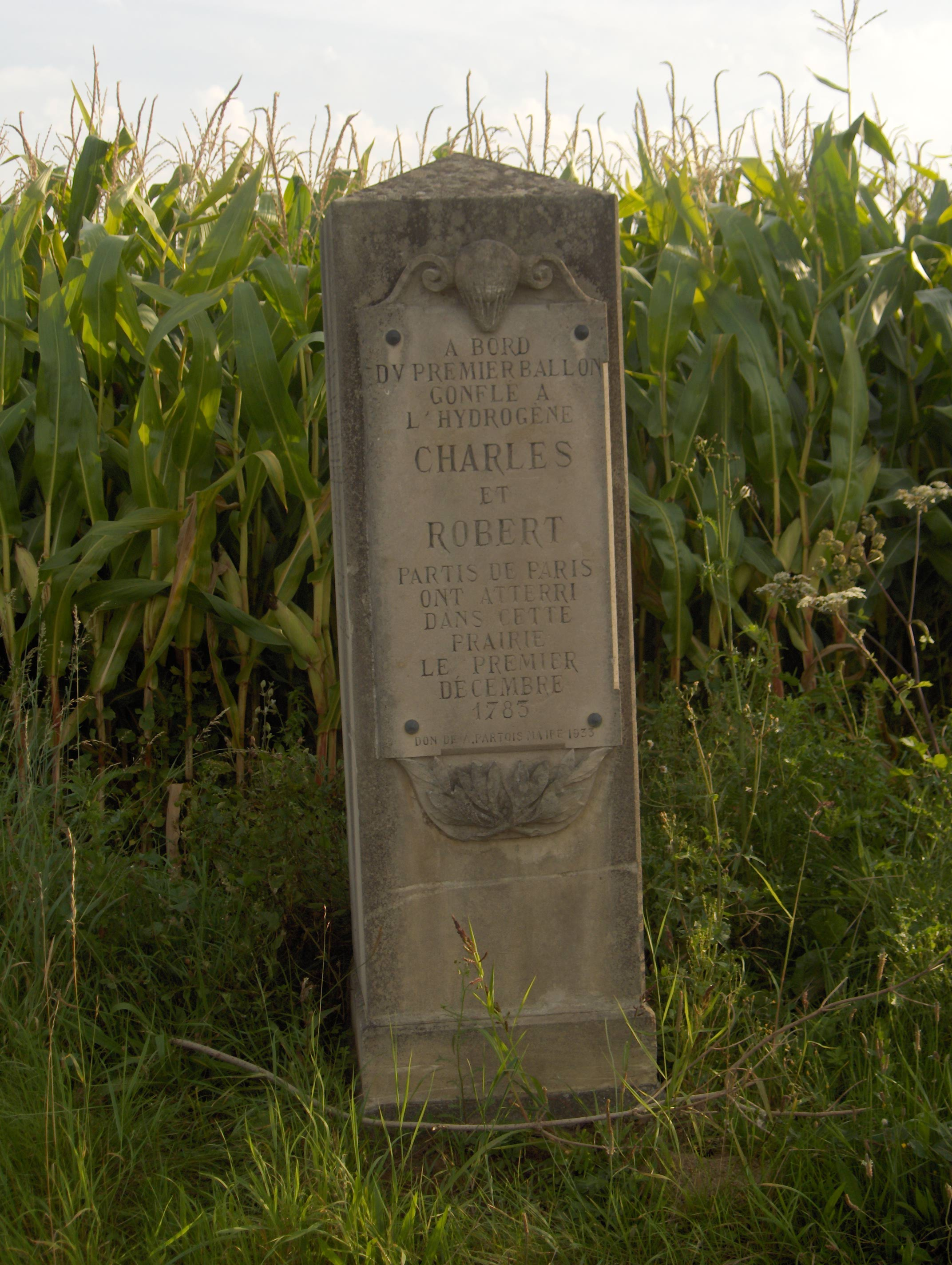
1783 : stèle commémorant le voyage de Jacques Charles.

Le 1er décembre 1783, Jacques Alexandre César Charles et Marie-Noël Robert atterrirent à Nesles, au lieu-dit les Grands-Herbages, à la suite du premier vol en ballon à hydrogène de l'histoire. Ils étaient partis du jardin des Tuileries à Paris. Charles décolla à nouveau sans son mécanicien et se posa ensuite près d'Hédouville, commune voisine.
En 1831, le roi Louis-Philippe, de passage par la commune, finança la construction d'un pont sur le Sausseron après qu'une de ses voitures se fut renversée au passage à gué du ruisseau. Ce pont existe toujours, sous le nom de pont du Pontenay. Il a été doublé en 2004 par un passage piéton fait de bois et métal.
Nesles absorbe en 1838 la commune de Fontenelles.
En 1869, le conseil municipal de Nesles ajoute-la-Vallée au nom officiel de la commune pour éviter les confusions postales liées aux homonymies (Nesle (homonymie) ).
La commune fut traversée de 1886 à 1949 par la ligne de chemin de fer à voie métrique Valmondois - Marines. Si la voie ferrée a disparu, l'ancien bâtiment voyageurs de la gare a été réhabilitée en 2008.
En 1892, le hameau des Groues est distrait de la commune pour être rattaché à Valmondois.

## Politique et administration

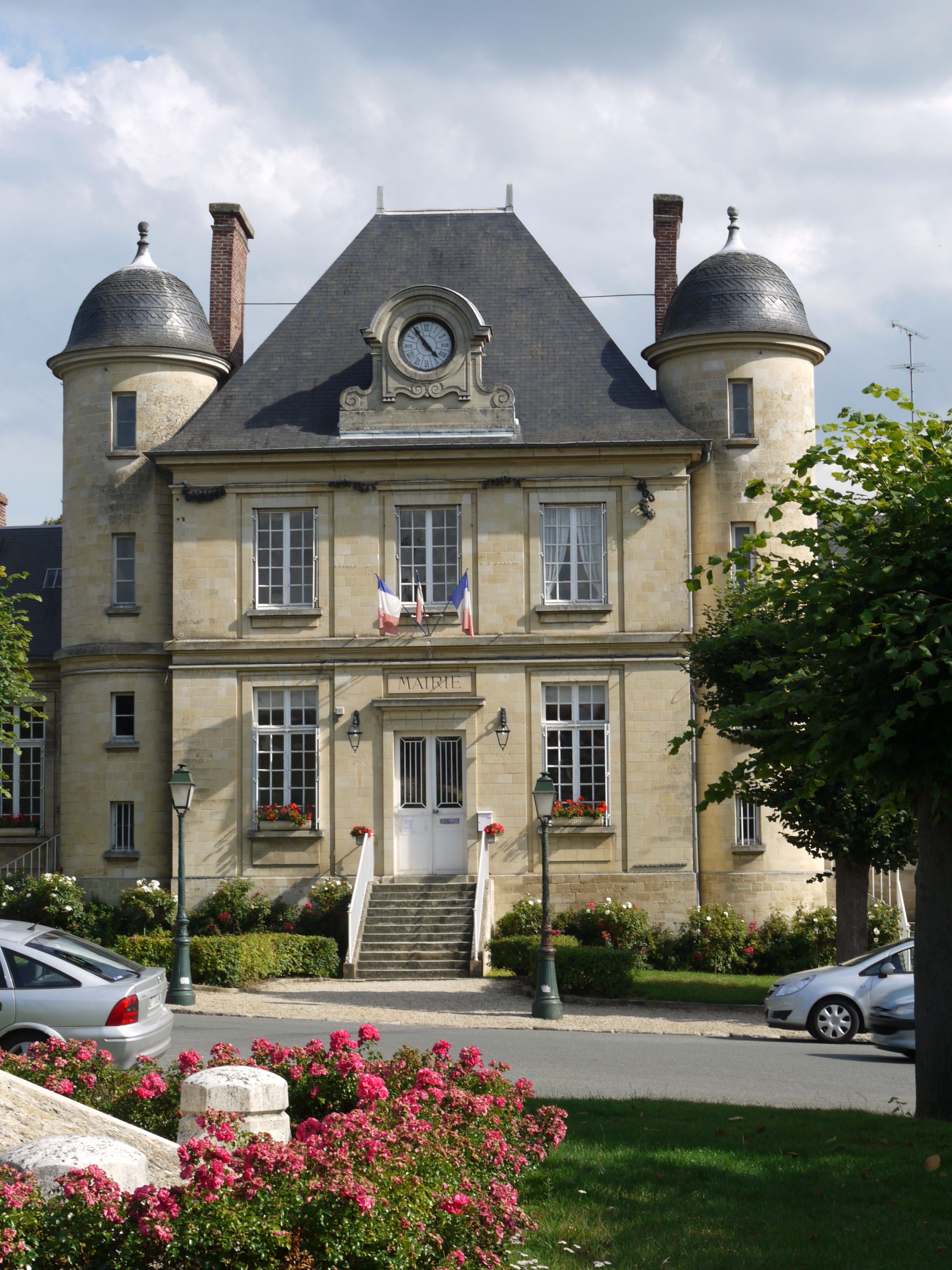
Mairie.

### Rattachements administratifs et électoraux
La commune faisait historiquement partie du canton de la Vallée-du-Sausseron. Dans le cadre du redécoupage cantonal de 2014 en France, la commune fait désormais partie du canton de Saint-Ouen-l'Aumône.
Elle se trouve dans l'arrondissement de Pontoise
La commune fait partie de la juridiction d’instance, de grande instance ainsi que de commerce de Pontoise,.

### Intercommunalité
Nesles-la-Vallée est membre de la communauté de communes Sausseron Impressionnistes, un établissement public de coopération intercommunale (EPCI) à fiscalité propre créé fin 2002 sous le nom de Communauté de communes de la Vallée du Sausseron et auquel la commune a transféré un certain nombre de ses compétences, dans les conditions déterminées par le code général des collectivités territoriales.
L'intercommunalité a pris son nom actuel le 31 décembre 2015.

### Tendances politiques
Résultats majoritaires au second tour
- Élections législatives : (Nesles-la-Vallée fait partie de la 1re circonscription électorale du Val-d'Oise dont le député est, depuis 1993, Philippe Houillon, maire de Pontoise)
  - 2002 : 62,03 % pour le candidat UMP (circonscription 58,18 %)
  - 2007 : 63,15 % pour le candidat UMP (circonscription 58,64 %)
- Élections présidentielles :
  - 2002 : Jacques Chirac : 83,58 % (national 82,21 %)
  - 2007 : Nicolas Sarkozy : 52,30 % (national 53,06 %)
- Autres élections et scrutins (résultats majoritaires dans la commune)
  - élections régionales de 2004 : au deuxième tour, les électeurs de la commune ont voté à 49,80 % pour la liste du Parti socialiste (régional 49,16 %)
  - élections européennes :
    - 1999 : liste du RPF (17,66 %) (régional 13,05 %)
    - 2004 : liste de l'UMP (20,61 %) (régional 17,80 %)

  - référendum relatif au traité de Maastricht de 1992 : 54,08 % de réponse oui (national 51,04 %)
  - référendum relatif au traité établissant une constitution pour l'Europe de 2005 : 57,68 % de réponse oui (national 45,33 %)[21]

En synthèse, les électeurs de Nesles-la-Vallée semblent plutôt pro-européens (en gardant à l'esprit que le vote non aux référendums relatifs aux questions européennes ne peut pas être systématiquement interprété comme une attitude opposée à la construction européenne[réf. nécessaire]).
Par ailleurs, le scrutin municipal de 2014 a vu, pour la deuxième fois consécutive, deux listes s’affronter. La modification de la loi en 2013 a introduit pour toutes les communes de plus de 1 000 habitants le mode de scrutin proportionnel de liste à deux tours avec prime majoritaire accordée à la liste arrivée en tête. Ce mode de scrutin permet ainsi l’expression de la représentation minoritaire au sein du conseil municipal (soit 19 sièges pour la commune de Nesles). Le nouveau conseil municipal dont le mandat a pris effet le 23 mars 2014 pour 6 ans comprend ainsi 17 élus de la liste majoritaire (Passion Rurale) ayant obtenu 73,28 % des suffrages exprimés, et 2 élus « minoritaires » de la liste AlterNesles ayant recueilli 26,71 % des suffrages exprimés (voir le site Web de l’association AlterNesles).

### Liste des maires
| Période                                  | Période                      | Identité           | Étiquette | Qualité                                                      |
| ---------------------------------------- | ---------------------------- | ------------------ | --------- | ------------------------------------------------------------ |
| Les données manquantes sont à compléter. |                              |                    |           |                                                              |
| avant 1981                               | ?                            | René Florentin     |           |                                                              |
| mars 2001                                | mai 2020                     | Philippe Guéroult, | SE        | Vice-président de la CC Sausseron Impressionnistes (2020 → ) |
| mai 2020                                 | En cours (au 8 octobre 2020) | Christophe Buatois |           |                                                              |

### Budget et fiscalité
Le taux de la taxe d'habitation en 2006 est de 7,81 %, celui de la taxe foncière (bâti) de 16,12 % (non-bâti 32,32 %) et de la taxe professionnelle de 17,74 %[réf. nécessaire].
En 2015, le taux des « 3 taxes », voté par le conseil municipal de Nesles-la-Vallée, est resté inchangé par rapport à 2014 :
- le taux de la taxe d’habitation est de 8,72 %
- le taux de la taxe foncière sur le bâti est de 8,79 %
- le taux de la taxe foncière sur le non bâti est de 11,15 %

## Démographie
L'évolution du nombre d'habitants est connue à travers les recensements de la population effectués dans la commune depuis 1793. Pour les communes de moins de 10 000 habitants, une enquête de recensement portant sur toute la population est réalisée tous les cinq ans, les populations de référence des années intermédiaires étant quant à elles estimées par interpolation ou extrapolation. Pour la commune, le premier recensement exhaustif entrant dans le cadre du nouveau dispositif a été réalisé en 2007.

En 2022, la commune comptait 1 823 habitants, en évolution de +0,05 % par rapport à 2016 (Val-d'Oise : +4 %, France hors Mayotte : +2,11 %).
| 1793 | 1800 | 1806 | 1821 | 1831 | 1836 | 1841 | 1846 | 1851 |
| ---- | ---- | ---- | ---- | ---- | ---- | ---- | ---- | ---- |
| 779  | 764  | 806  | 822  | 905  | 862  | 833  | 792  | 813  |

| 1856 | 1861 | 1866 | 1872 | 1876 | 1881 | 1886 | 1891 | 1896 |
| ---- | ---- | ---- | ---- | ---- | ---- | ---- | ---- | ---- |
| 774  | 878  | 839  | 825  | 833  | 829  | 877  | 790  | 861  |

| 1901 | 1906 | 1911 | 1921  | 1926  | 1931  | 1936  | 1946  | 1954  |
| ---- | ---- | ---- | ----- | ----- | ----- | ----- | ----- | ----- |
| 784  | 840  | 936  | 1 008 | 1 069 | 1 066 | 1 073 | 1 138 | 1 124 |

| 1962  | 1968  | 1975  | 1982  | 1990  | 1999  | 2006  | 2007  | 2012  |
| ----- | ----- | ----- | ----- | ----- | ----- | ----- | ----- | ----- |
| 1 079 | 1 081 | 1 214 | 1 297 | 1 670 | 1 829 | 1 841 | 1 843 | 1 796 |

| 2017  | 2022  | - | - | - | - | - | - | - |
| ----- | ----- | - | - | - | - | - | - | - |
| 1 843 | 1 823 | - | - | - | - | - | - | - |

## Culture locale et patrimoine

### Lieux et monuments

#### Monuments historiques

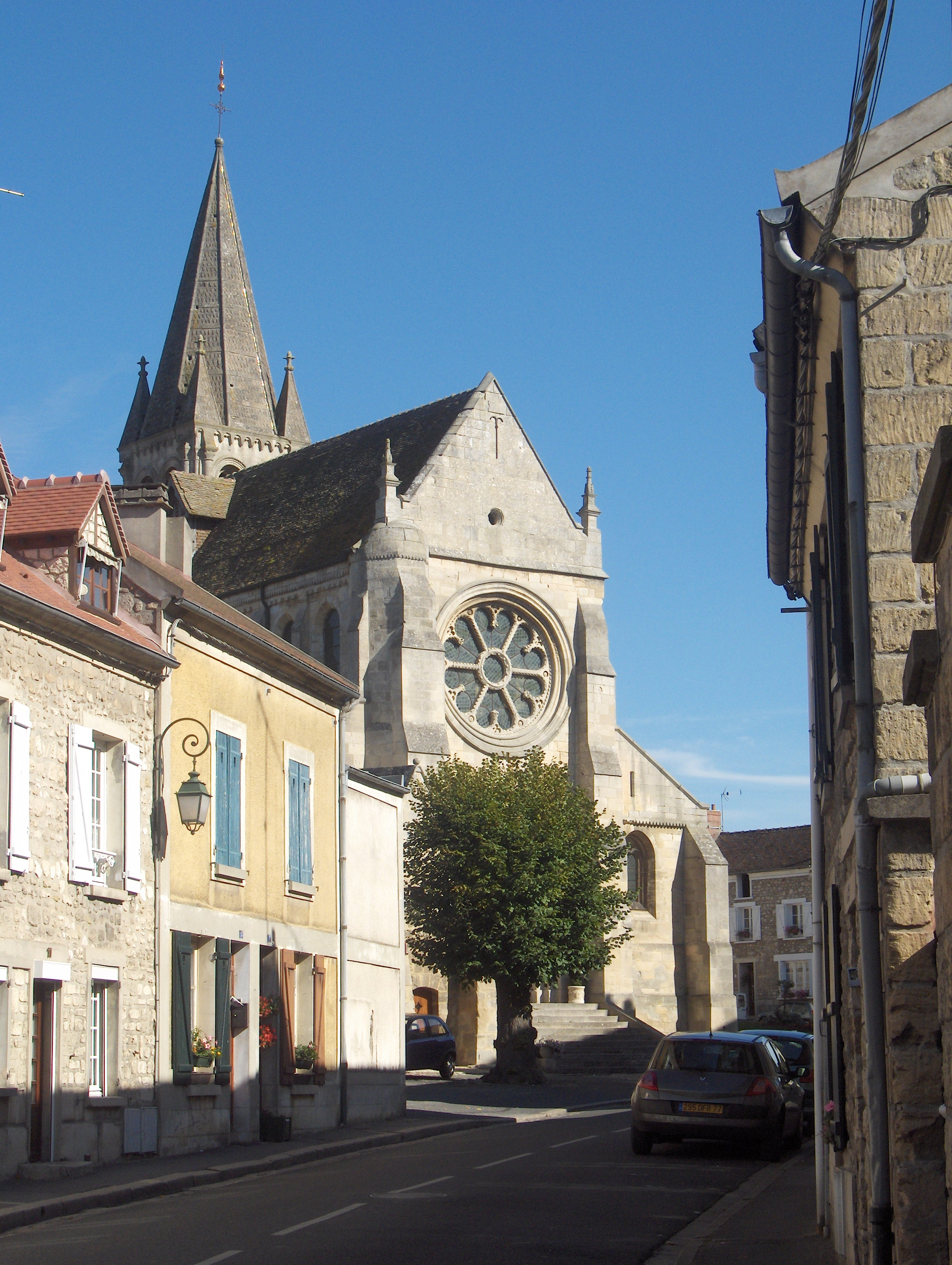
Église Saint-Symphorien, vue sur la façade occidentale depuis la rue Pierre-Pilon.

Nesles-la-Vallée compte cinq monuments historiques sur son territoire, dont un a été volé.
- Église Saint-Symphorien, rue Pierre-Pilon / boulevard Pasteur (classée monument historique par liste de 1862[30]) : Construite entre 1180 à 1185 dans le style gothique primitif en intégrant le clocher roman subsistant de l'église précédente et achevé vers 1140 environ, l'église n'a pas subi de modifications importantes depuis, hormis l'ajout d'une sacristie disgracieuse encombrant le chevet. L'église est parmi les premières dans l'actuel département du Val-d'Oise à être classées, mais son délabrement provoque son déclassement dès 1879. Une restauration intervient une dizaine d'années plus tard sous la direction des architectes Vernier et Danjoy, beaucoup trop radicale dans le chœur. Dans la nef, la plupart des chapiteaux sont remplacés, mais ici, le style d'origine est respecté. Sur l'initiative de Gabriel Ruprich-Robert, l'église est de nouveau classée en 1910. Elle se compose d'une nef de quatre travées barlongues ; d'un chœur de deux travées, dont la seconde est plus courte et comporte le chevet à pans coupés ; de deux bas-côtés sur toute la longueur de l'édifice ; et bien entendu du clocher roman avec sa pyramide octogonale en pierre se dressant au-dessus de la dernière travée du bas-côté sud. La travée homologue au nord est un peu plus longue et se termine par un chevet plat. Dans son ensemble, l'église Saint-Symphorien reflète le meilleur niveau de l'architecture sacrale de son temps et s'inspire de l'élévation sur trois niveaux des cathédrales, avec bien sûr des simplifications. Ainsi, au-dessus de grandes arcades en arc brisé la faisant communiquer avec les bas-côtés, la nef possède un étage de triforium avec deux arcades en arc brisé par travée, sans arc de décharge, puis suit un étage de baies hautes en tiers-point, sans remplage. Par contre, la largeur de la nef n'est que de 5,30 m. Les voûtes sexpartites ne se retrouvent nulle part ailleurs dans le Vexin français ; elles favorisent l'installation de baies hautes sans obtenir des murs latéraux trop hauts posant des problèmes de stabilité. En effet, les arcs-boutants n'existaient pas encore au XIIe siècle. La toiture a été partiellement restaurée en 2009[31],[32],[33].
- Ferme de Bertheuil, rue Pierre-Pilon (inscrite monument historique par arrêté du 12 juin 1984[34]) : Son logis, dit aussi manoir de Nasselles, date des XVe et XVIIe siècles et fut la demeure d'Antoine de Cugnac, seigneur local de 1485 à 1526 et premier maître d'hôtel de Louis XII. Depuis la rue, on peut voir une fenêtre à meneau de la Renaissance et le toit en poivrière d'une tour d'escalier octogonale, à l'angle entre le logis et un bâtiment agricole côté cour. Son portail possède une ornementation de style Renaissance avec deux têtes d'ange et le blason des Cugnac. La ferme comporte également un colombier remarquable des XIVe et XVe siècles, passant pour être le plus ancien d'Île-de-France non remanié. Viollet-le-Duc le reproduit dans son dictionnaire d'architecture. Les bâtiments d'exploitation semblent dater du XVIIIe siècle[32],[35].
- Manoir de Launay, RD 151, à l'extérieur du village au nord (tour de Santeuil inscrite monument historique par arrêté du 2 novembre 1926[36]) : Il a été reconstruit pour Geoffroy de Cœuret vers la fin du XVe siècle et a été longtemps faussement attribué à l'architecte Nicolas Le Mercier. Grand Condé l'offre à Jean de Santeuil (1630-1697), poète latin et érudit excentrique pour l'époque, fréquentant régulièrement la cour de Chantilly. De Santeuil fit aménager une chambre à chaque étage de la tour carrée, d'où il passait de l'une à l'autre élevant ainsi son inspiration. Un oratoire trouvait alors sa place à la base de la tour. L'édifice est également pris en exemple par Viollet-le-Duc comme modèle de manoir du XVe siècle. Il est entouré d'une enceinte polygonale et d'une porte fortifiée, et des vestiges de mâchicoulis sont visibles en haut. Les autres bâtiments de la ferme ont par contre été reconstruits vers 1880[32],[37].
- Polissoir de la Tour du Lay, dans la forêt départementale de la Tour du Lay (classée monument historique par arrêté du 23 juin 1976[38])
- Croix pattée romane dite la Croix Verte, chemin des Bourbottes, à l'extérieur du village au sud-est (classée monument historique par arrêté du 21 février 1907[39]) : Cette croix pattée du XIIe siècle a été volée le 19 septembre 1966, et une réplique a pris sa place[40].

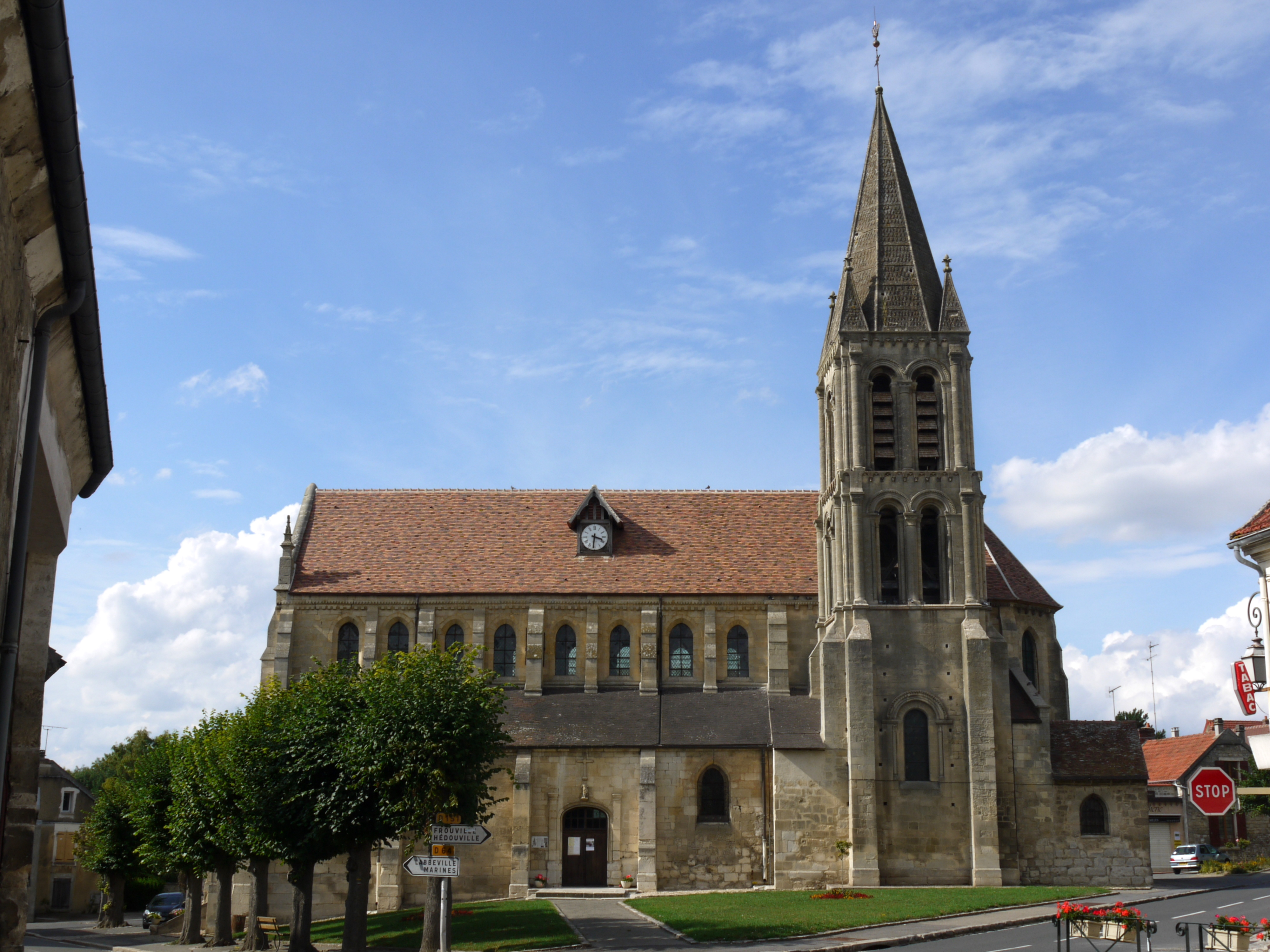
Église Saint-Symphorien.
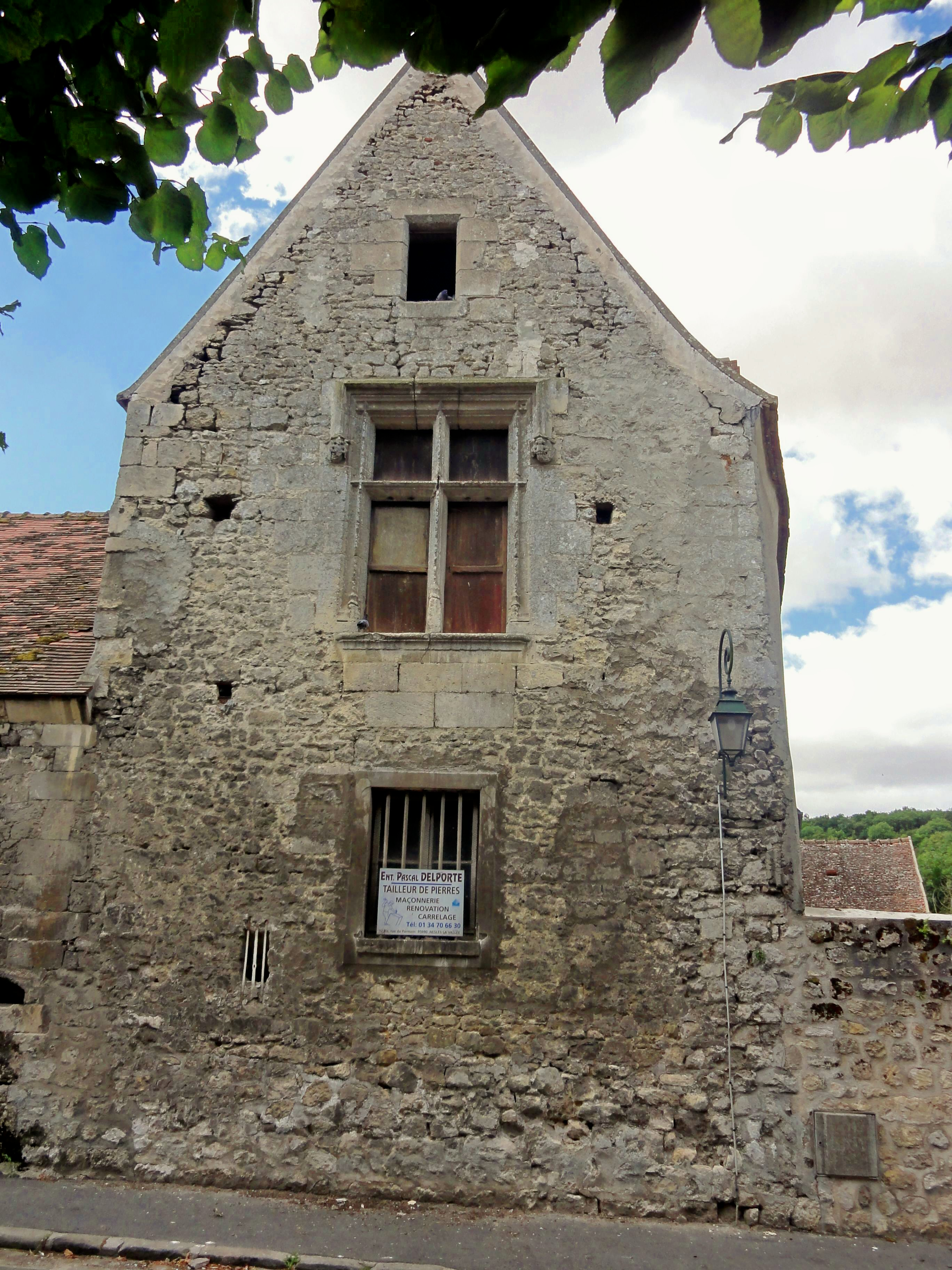
Ferme de Bertheuil.
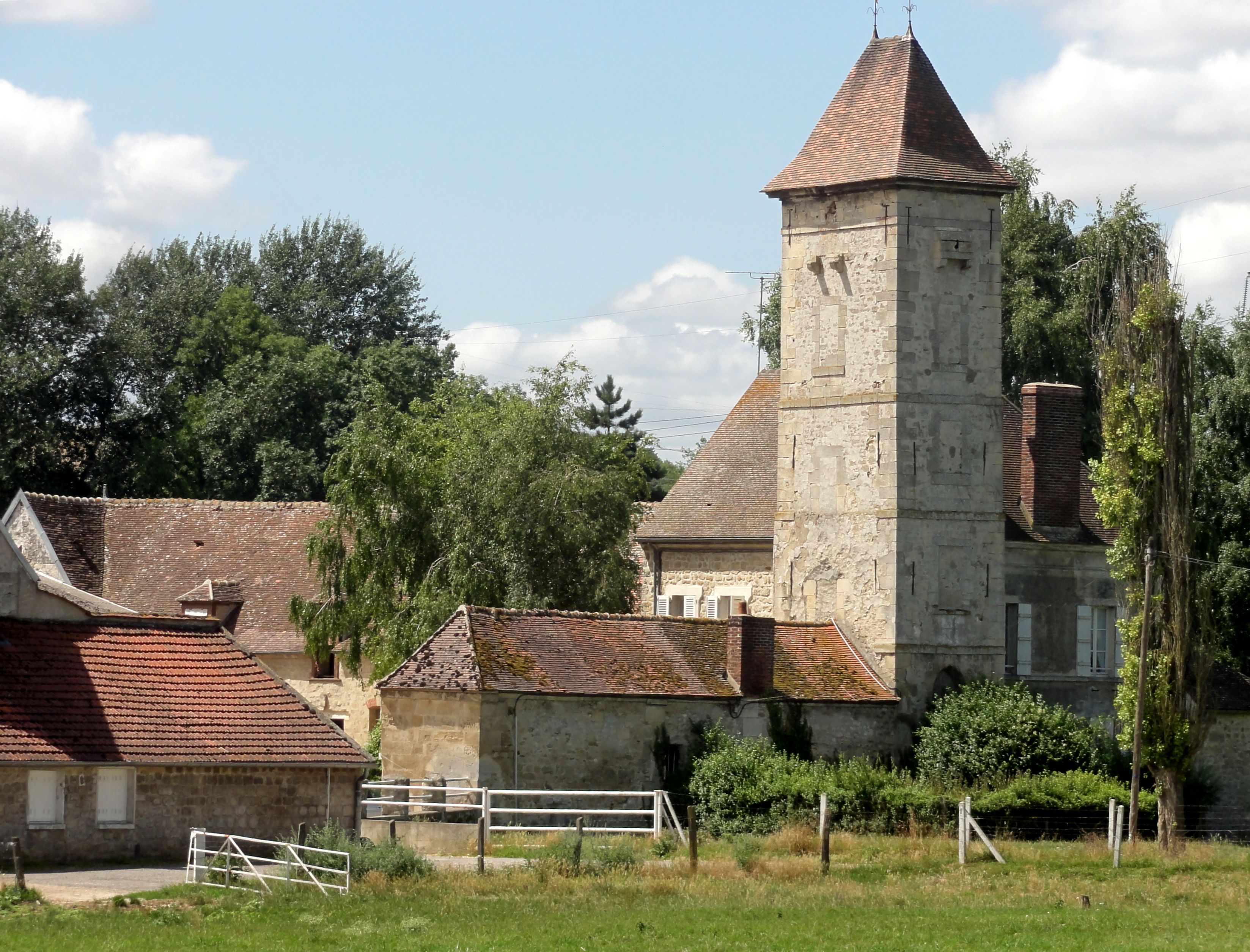
Tour de Santeuil.
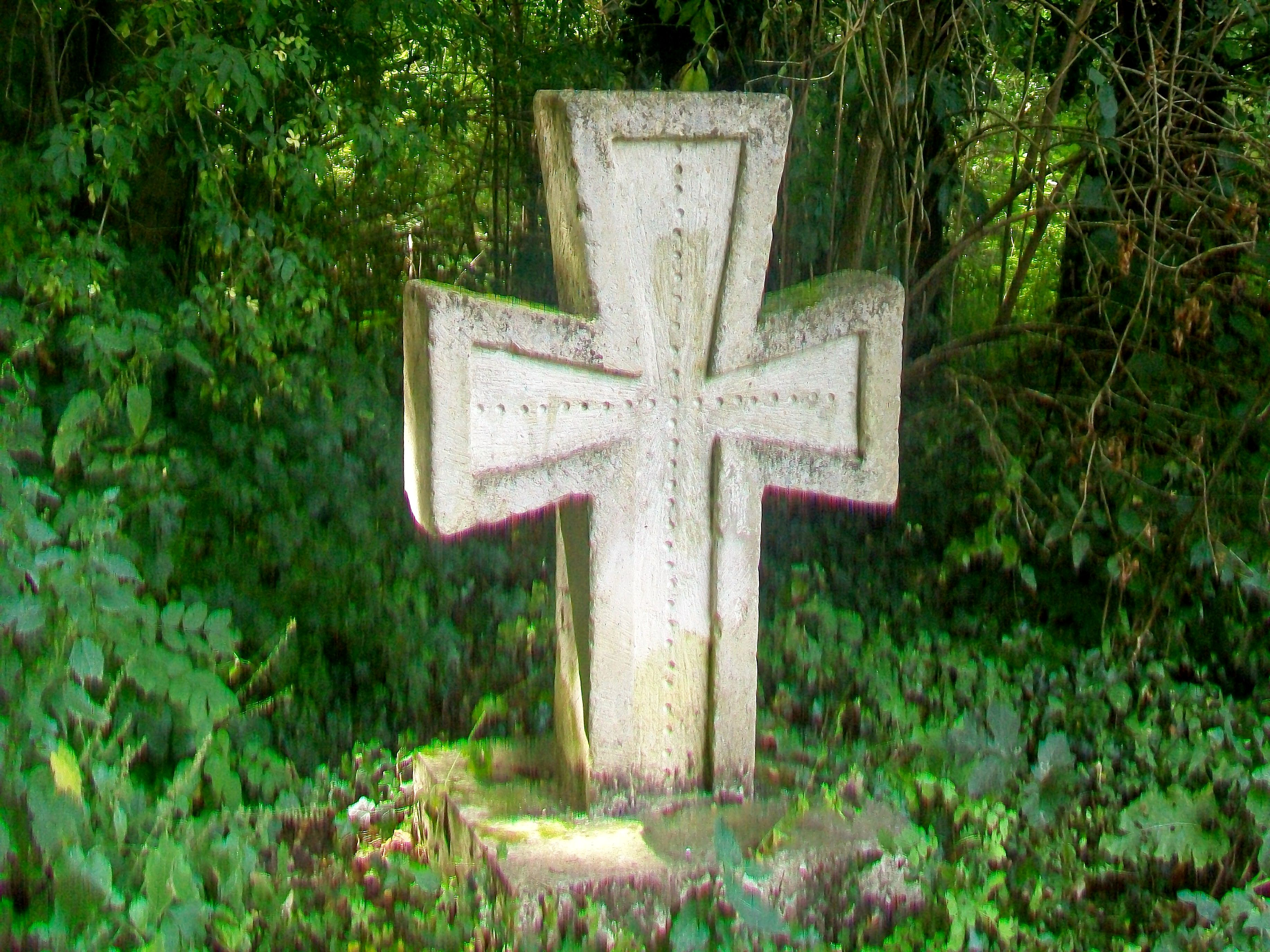
Réplique de la croix Verte volée.

#### Autres éléments du patrimoine

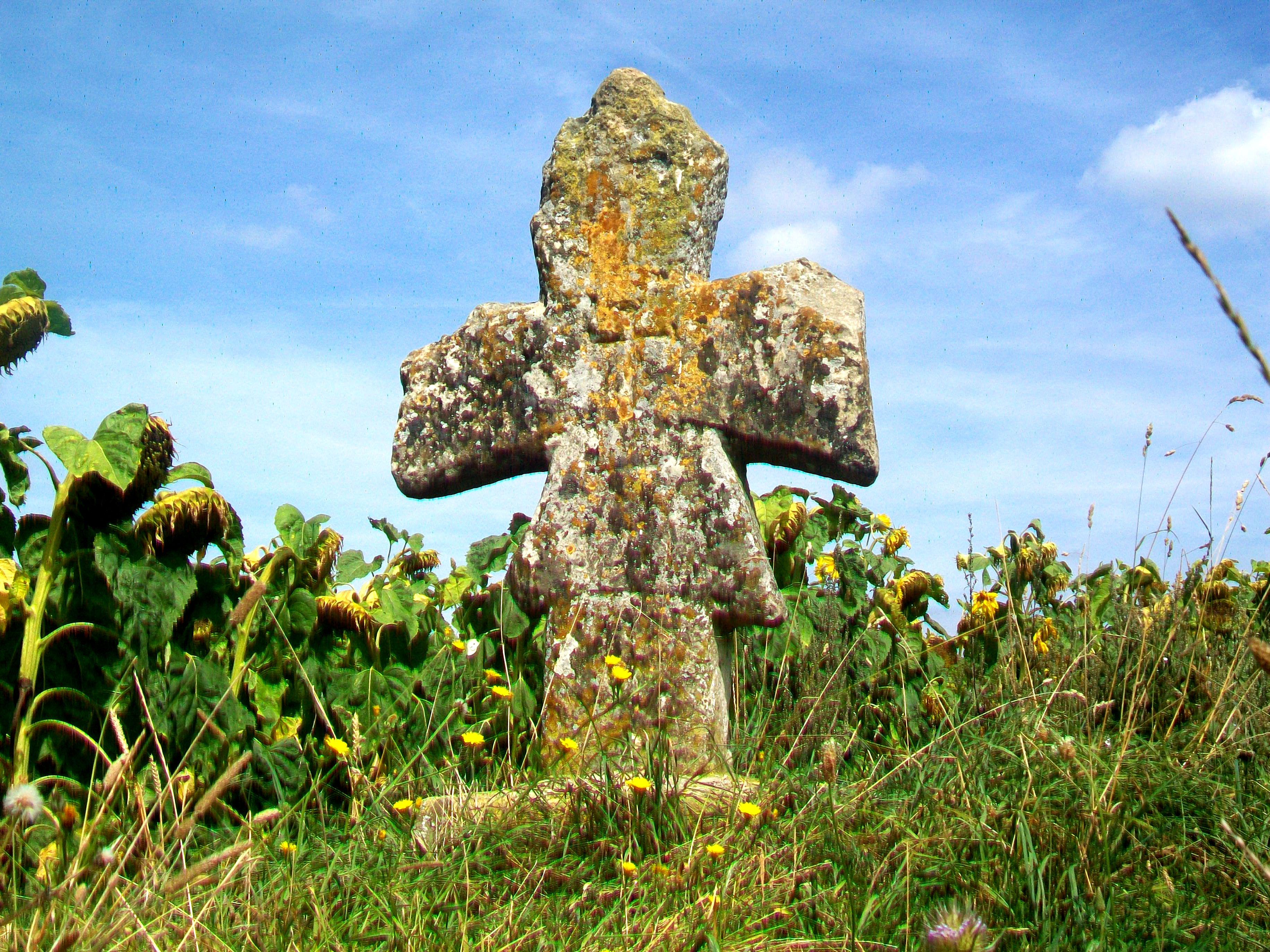
Croix des Friches.

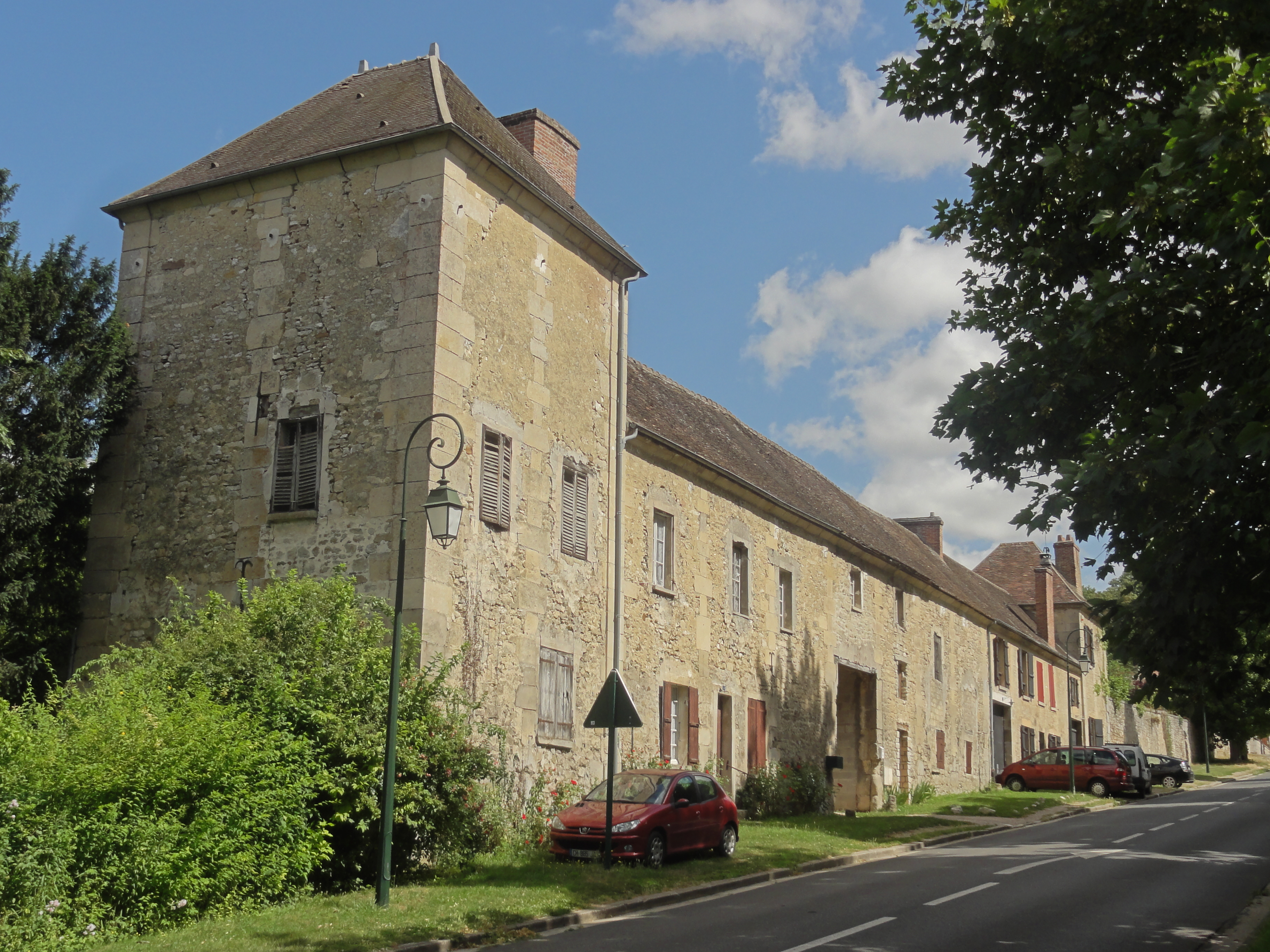
Ancien château seigneurial.

- Croix des Friches, sente au Beurre : Cette croix pattée haute de 91 cm, représentant d'un type de croix emblématique du Vexin français, date du XIIe siècle et marquait la limite entre les paroisses de Nesles et de Parmain. Un parchemin daté de 1206 en fait mention[41].
- Ancien château seigneurial de Nesles, avenue Émile-Henriot : Le château du début du XVIIe siècle a été probablement édifié pour Geoffroy de Cœuret, également propriétaire du manoir de Launay (voir ci-dessus). Un second château fut construit à côté pour les Balincourt vers 1705, mais démoli après 1796 à la suite de sa vente comme bien national. Quant au premier château, il a été transformé en ferme et subsiste toujours en partie sous cette forme, reconnaissable par une tour carrée de deux étages[42].
- Cave voûtée, rue Saint-Jean : Elle remonte au XIVe siècle et occupe l'emplacement présumé d'une chapelle de 1344 aujourd'hui disparue[32].
- Château de la Garenne : Avec son architecture en pierre et brique, cette maison de maître caractéristique du Second Empire a appartenu à un écuyer de Napoléon III[32].
- Maison rose : La maison en briques rouges construite en 1886 a été habitée par le peintre Fernand Quignon[32].
- Moulin de Cézanne : Construit au XIXe siècle et converti depuis pour partie en HLM, il a servi de modèle à Paul Cézanne[32].
- Mairie-école, sur la place centrale du village : Elle a été édifiée à partir de 1883 selon les plans de Louis-Charles Boileau, théoricien architectural connu pour avoir réalisé certaines des charpentes métalliques du Bon Marché à Paris. La façade du corps principal abritant la mairie est surmontée par un fronton avec une horloge, et flanquée de deux tourelles rondes. Elles contiennent les escaliers donnant accès aux logements des instituteurs. Les vastes salles d'école pour les filles et les garçons se situent dans des ailes latérales sans étage à gauche et à droite. Chacune était conçue pour recevoir quatre rangées de huit bancs pour deux élèves, soit soixante-quatre élèves par classe[43],[32].
- Auberge du Faisan Doré, route de Parmain : Cette auberge du début du XXe siècle a attiré dans les années 1920 Robert Delaunay et son épouse Sonia qui à leur tour la feront connaître et y amèneront Marc Chagall, Albert Gleizes, Hans Arp ou encore Le Corbusier à l'époque du projet dit de la Vallée des artistes. Ces artistes avaient alors pour idée, dans l'entre-deux-guerres, de réaliser un musée utopique, de taille extensible, à destination des artistes vivants (Le Corbusier, Le musée à croissance illimitée, 1939[44])[32]. Des terrains sont achetés à Nesles pour réaliser ce projet fou qui n'y verra jamais le jour.
- Lavoir couvert, rue de la Falaise : Ce lavoir établi sur le Sausseron est protégé par un édicule en moellons, couvert par un toit en appentis. Il date du XIXe siècle. Le plancher mobile en bois s'adaptait automatiquement au niveau d'eau du ruisseau, afin de faciliter la tâche des lavandières y venant rincer le linge[45].
- Lavoir couvert, route de Pontoise : Contemporain du premier, il possède un édicule semblable, mais est plus long et doté d'un sol en pierre[46].
- Presbytère, boulevard Pasteur : Ce bâtiment du XVIIIe siècle soigneusement construit en pierre de taille a été vendu comme bien national à la Révolution française, puis a racheté par la commune en 1838 pour servir de nouveau de presbytère[47].
- Bureau de poste, boulevard Pasteur : Il date de 1868[32].
- Maison « La Pommeraie », boulevard Pasteur : Ce fut au XIXe siècle la demeure du docteur Lebettre, ancien maire, et a été habitée également par Roland Dorgelès[32].
- Ferme de Fontenelles, route de Nesles à Hérouville : Elle fut érigée du XIIe  au  XIVe siècle. C'est un ensemble typique des granges céréalières du Moyen Âge dans le Vexin. Le bâtiment, garni de contreforts, est composé de huit travées. Le hameau de Fontenelles sera érigé en commune en 1790 mais rattaché à Nesles dès 1838[48].

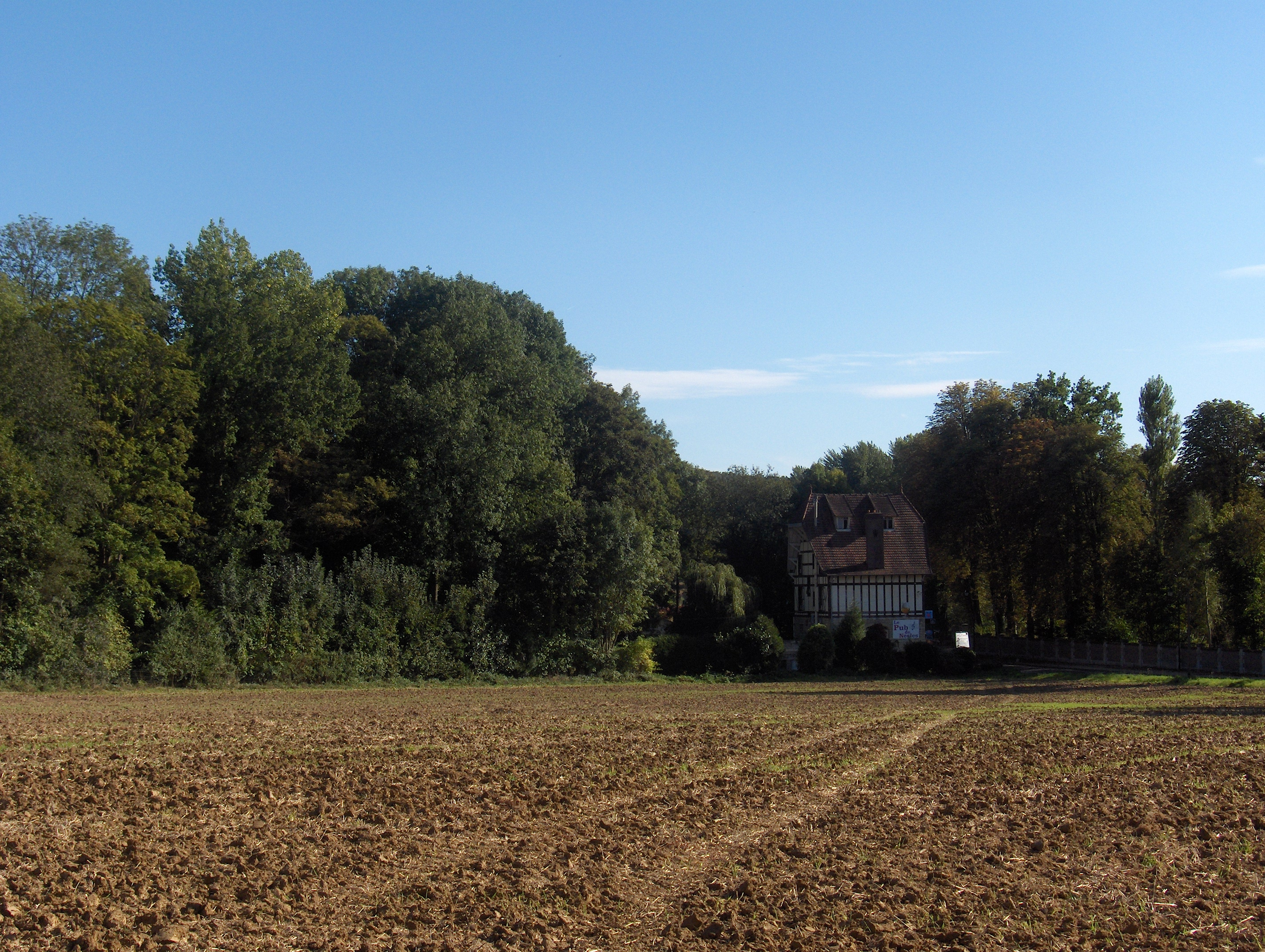
L'auberge du Faisan Doré.
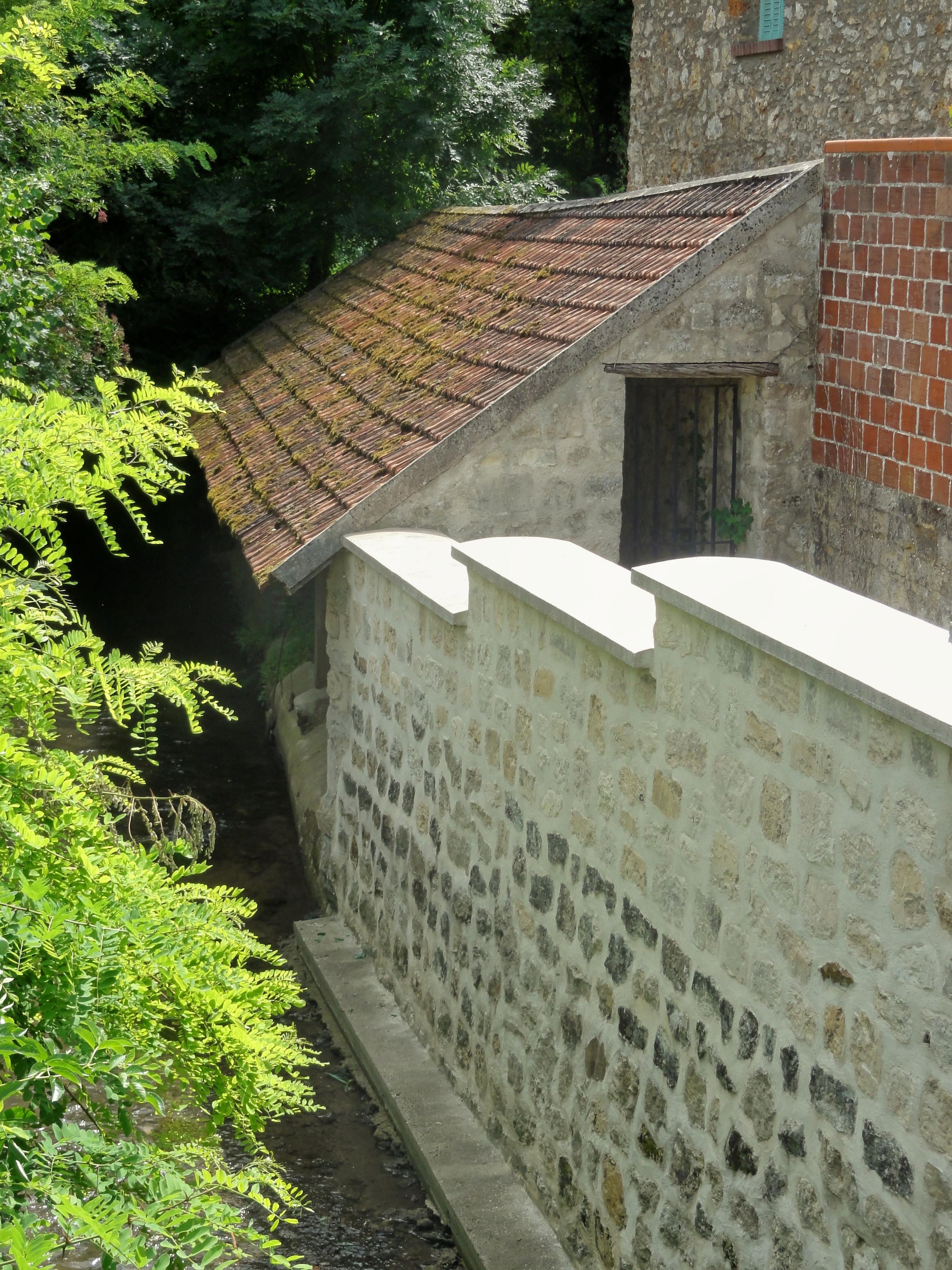
Lavoir rue de la Falaise.
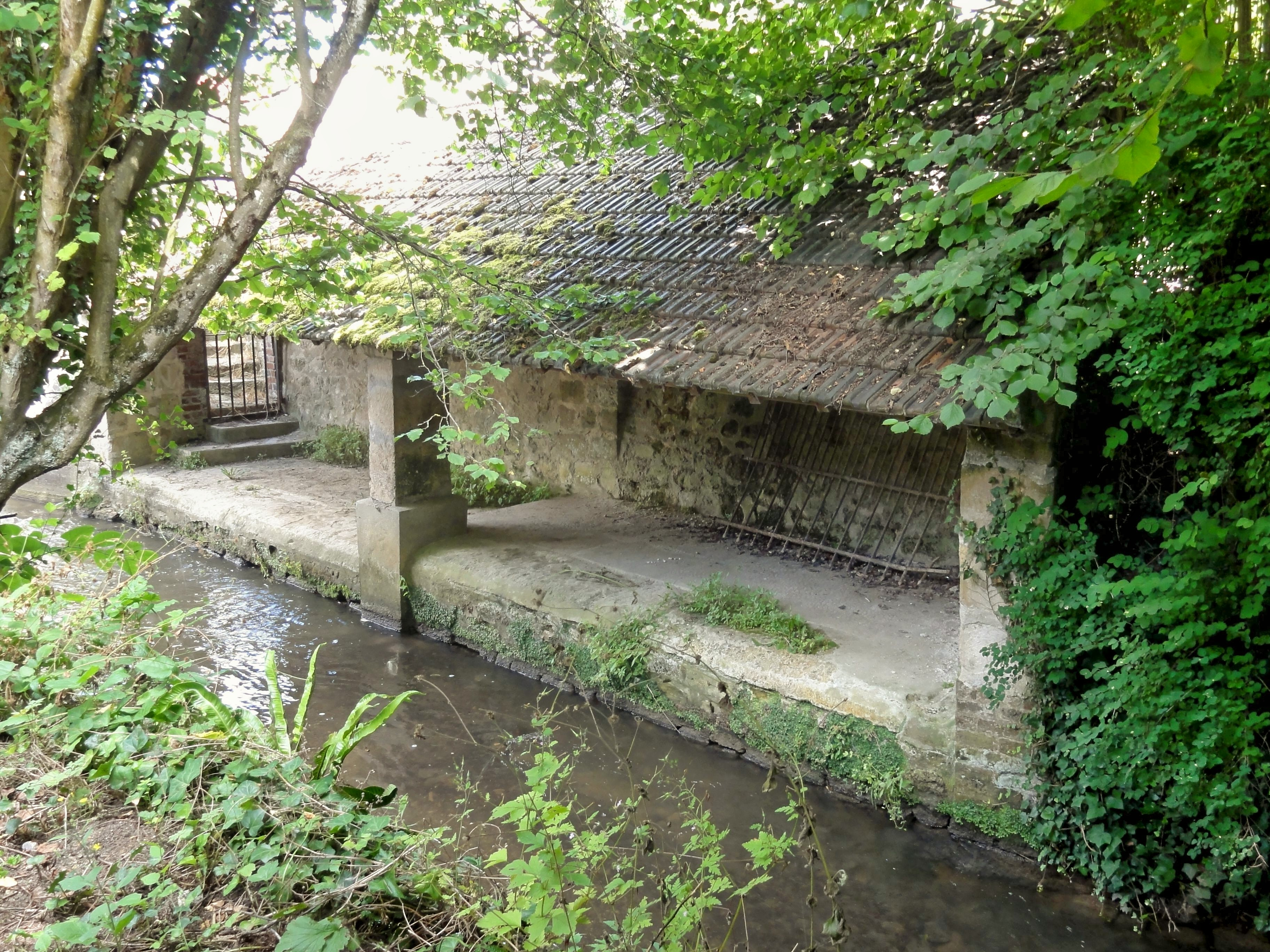
Lavoir rue de Pontoise.
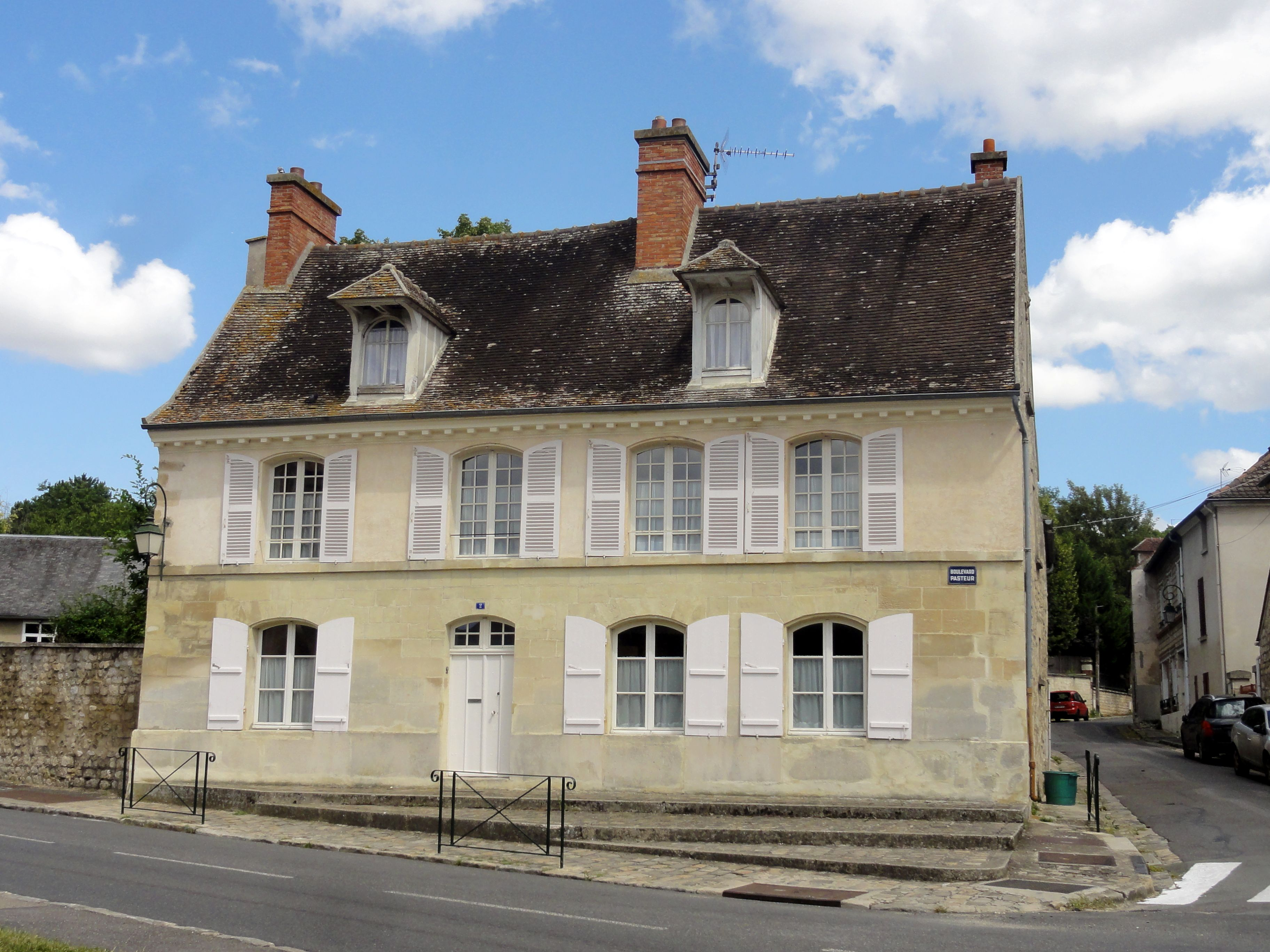
Presbytère.
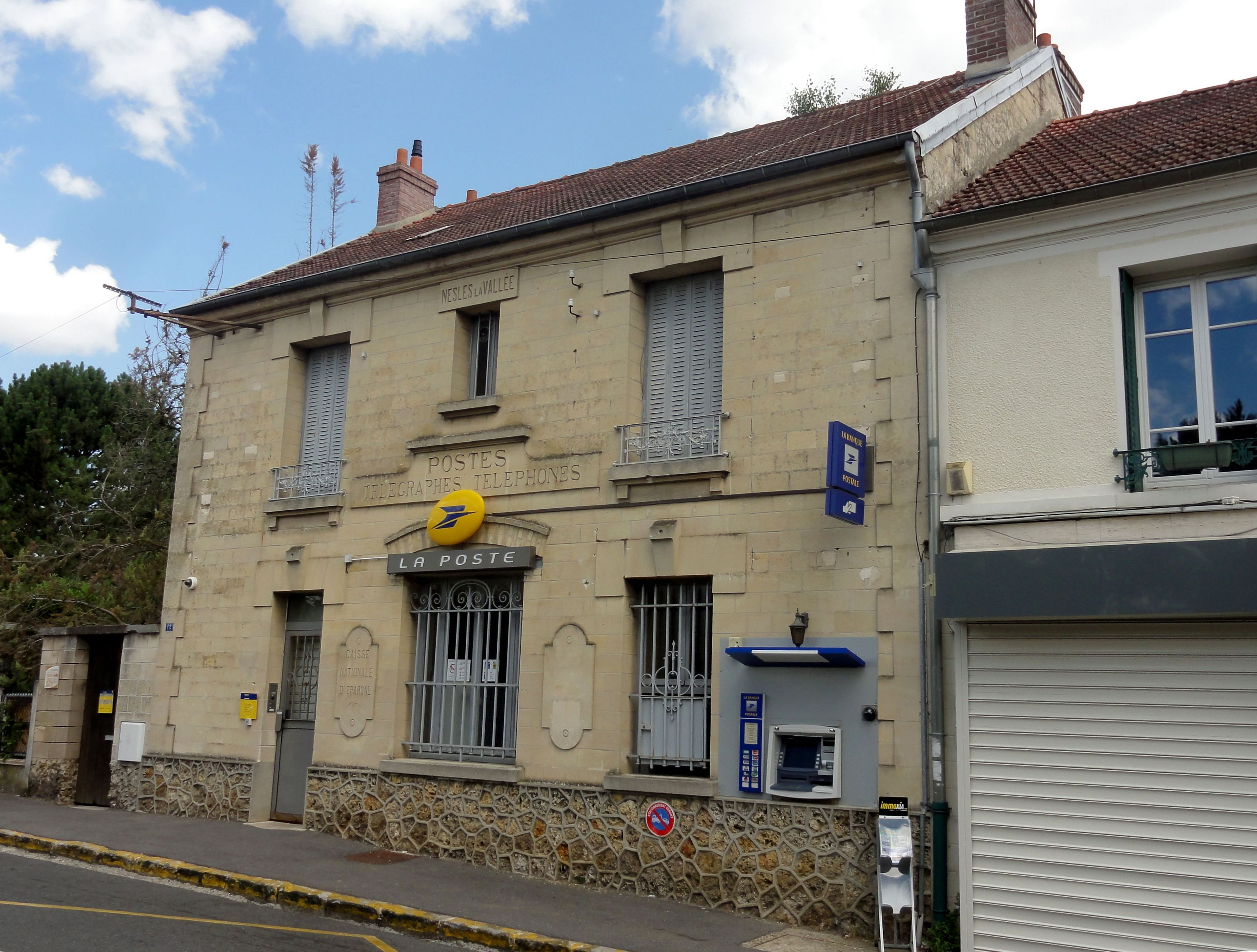
Bureau de Poste.
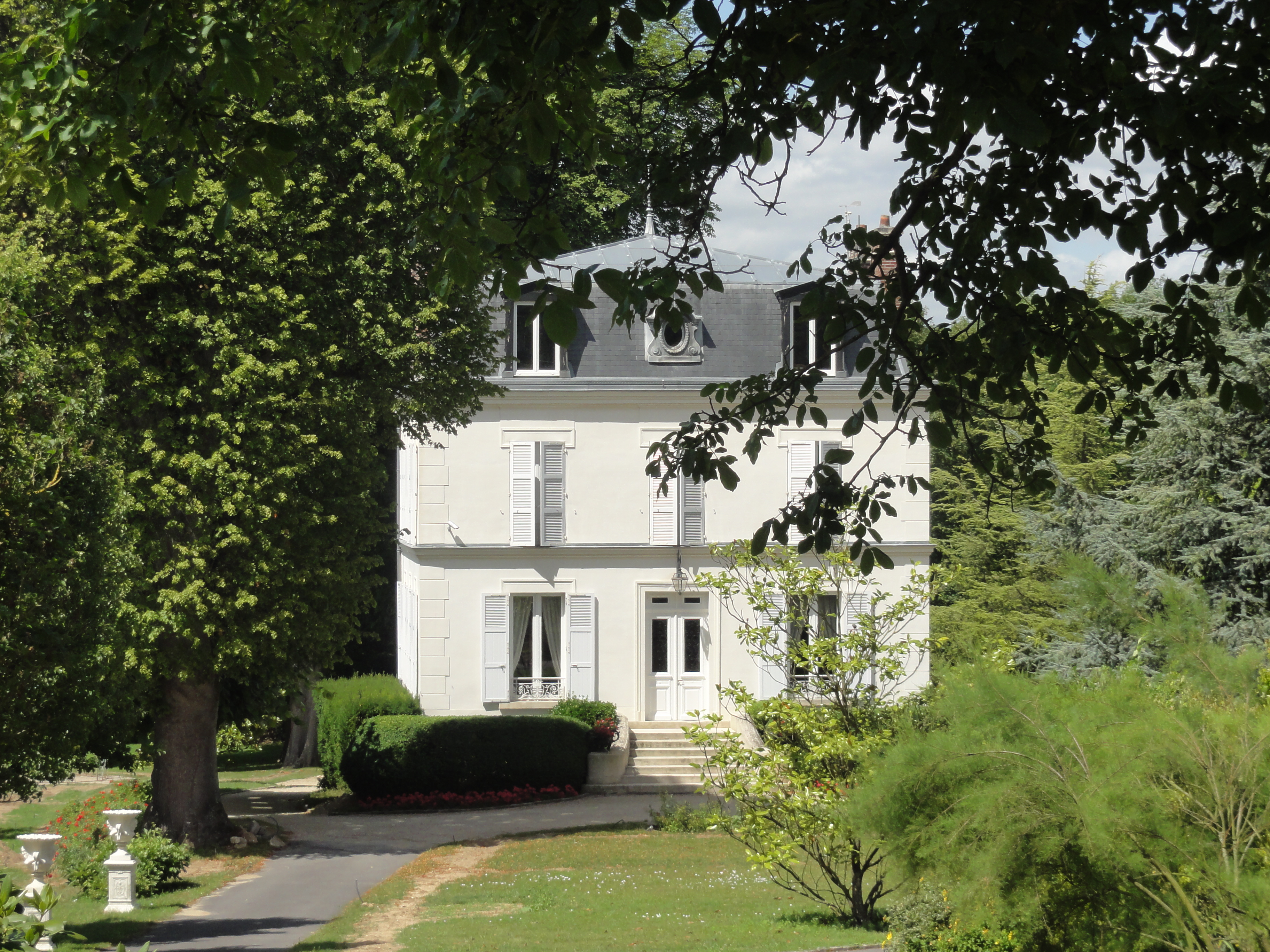
Maison « La Pommeraie ».

### Personnalités liées à la commune
- L'architecte Jean Bossu, né le 17 mai 1912 à Nesles, s'est notamment distingué à La Réunion.
- le cycliste Robert Dorgebray, né le 16 octobre 1915 à Nesles, a été médaillé d'or aux Jeux olympiques de 1936 à Berlin, décédé le 29 septembre 2005 à Paris et inhumé à Nesles.
- L'écrivain Roland Dorgelès a vécu dans la propriété de La Pommeraie.
- L'écrivain Georges Duhamel, habitant voisin de Valmondois, situe l'action de Suzanne et les Jeunes Hommes (1941) dans le village de Nesles.
- L'écrivain et académicien Émile Henriot habita la commune à la suite de son père le caricaturiste Henriot et écrivit Recherche d'un château perdu sur le château du XVIIe siècle détruit au XIXe.
- Marie-José Nat et Michel Drach habitent la commune.
- Le peintre Fernand Quignon, père de Roland Quignon, est né à Nesles et y habita avant de rejoindre Paris
- Le  réalisateur, scénariste et décorateur Roland Quignon  habita la commune et y est décédé.
- Le peintre-graveur Manuel Robbe, né le 16 décembre 1872, y a vécu et y est enterré à sa mort en 1936.
- L'écrivain excentrique et moraliste Jean de Santeuil a vécu à Nesles dans la ferme de Launay, donnant son nom à la tour carrée à trois étages. L'école élémentaire de Nesles porte son nom depuis l'extension réalisée fin 2007.

### Héraldique
|  | Les armes de Nesles-la-Vallée se blasonnent ainsi : D'argent au lion de sable lampassé de gueules, au chef d'azur chargé de trois quintefeuilles d'or. |

### Cinéma
Plusieurs films ont été tournés à Nesles-la-Vallée dont :
- 1953 : Les Trois mousquetaires d'André Hunebelle
- 1999 : La Neuvième Porte de Roman Polanski
- 2005 : 36 Quai des Orfèvres d'Olivier Marchal
- 2012 : Les Seigneurs d'Olivier Dahan